# 巴林特·拉斯洛
巴林特·拉斯洛（匈牙利語：Bálint László，1948年2月1日—），匈牙利男子足球运动员，司职后卫。他曾代表匈牙利国家队参加1972年夏季奥林匹克运动会足球比赛，获得一枚银牌。